# There and Now: Live in Vancouver 1968
Albums de Phil Ochs
There but for Fortune
(1989) Live at Newport
(1996)
There and Now: Live in Vancouver 1968 est un album de Phil Ochs sorti en 1990 ou 1991.
Il retrace le concert donné par le chanteur le 13 mars 1969 (et non 1968, contrairement à ce qu'indique le titre) à Vancouver. Le poète Allen Ginsberg joue des cloches sur la chanson The Bells.

## Titres
Toutes les chansons sont écrites et composées par Phil Ochs, sauf mention contraire.
| No  | Titre                                                                                       | Auteur                     | Durée |
| --- | ------------------------------------------------------------------------------------------- | -------------------------- | ----- |
| 1.  | There but for Fortune                                                                       |                            | 3:02  |
| 2.  | Outside of a Small Circle of Friends                                                        |                            | 4:04  |
| 3.  | Where Were You in Chicago? / William Butler Yeats Visits Lincoln Park and Escapes Unscathed |                            | 5:05  |
| 4.  | The Scorpion Departs but Never Returns                                                      |                            | 4:41  |
| 5.  | Pleasures of the Harbor                                                                     |                            | 7:07  |
| 6.  | The World Began in Eden and Ended in Los Angeles                                            |                            | 3:22  |
| 7.  | The Bells                                                                                   | Edgar Allan Poe, Phil Ochs | 3:12  |
| 8.  | The Highwayman                                                                              | Alfred Noyes, Phil Ochs    | 6:54  |
| 9.  | I Kill Therefore I Am                                                                       |                            | 3:50  |
| 10. | The Doll House                                                                              |                            | 4:08  |
| 11. | Another Age                                                                                 |                            | 4:56  |
| 12. | Changes                                                                                     |                            | 4:45  |
| 13. | Crucifixion                                                                                 |                            | 8:01  |
| 14. | I Ain't Marching Anymore                                                                    |                            | 4:25  |